# Want You Bad
«Want You Bad» es una canción de la banda californiana The Offspring. Fue lanzado como segundo sencillo del álbum Conspiracy Of One y apareció también en la BSO de American Pie 2.
El título de la canción, es un juego de palabras en inglés, con el narrador de la canción diciendo que quiere que su novia "sea mala" en el contexto de que sea una dominatrix en lugar de desearla demasiado.

## Listado de canciones
1. «Want You Bad» - 3:23
2. «80 Times»
3. «All I Want» (Live)
4. «Desesty»
5. «Autonomy»